# Openbox
Openbox és un gestor de finestres de codi obert per al sistema X (X Window System) amb llicència GNU. Originàriament va ser derivat del projecte Blackbox 0.65.0 i el primer auto va ser Dana Jansens de la Carleton University a Ottawa, Ontario, Canadà.

## Propietats
- Openbox està dissenyat per a ser reduït, ràpid i totalment compatible amb les recomanacions ICCCM (Inter-Client Communication Conventions Manual) i EWMH (Extended Window Manager Hints).
- Openbox és un estàndard en la gestió de finestres de LXDE i és utilitzat en distribucions Linux tals com CrunchBang Linux, ArchBang, Lubuntu, TinyMe i Trisquel Mini.